# دوغلاس هيل (ملحن)
دوغلاس هيل (بالإنجليزية: Douglas Hill)‏ هو تربوي وملحن ومدرس أمريكي، ولد في 6 فبراير 1946 في لنكن في الولايات المتحدة.